# オレグ・カガン
オレグ・モイセーエヴィチ・カガン（ロシア語: Оле́г Моисе́евич Кага́н、ラテン文字転写例: Oleg Moiseyevich Kagan、1946年11月22日 ユジノサハリンスク - 1990年7月15日 ミュンヘン）はソビエト連邦のヴァイオリニストである。

## 経歴
1946年、極東のユジノサハリンスクで生まれた。1953年に一家でラトビアのリガに移住し、7歳でリガ音楽院に入学してヨアヒム・ブラウンに師事した。その後13 歳のときにボリス・クズネツォフの目にとまり、1959年にモスクワ中央音楽学校に入学。1964年からはモスクワ音楽院で学び、クズネツォフとダヴィッド・オイストラフの薫陶を受けた。特にクズネツォフの死去後はオイストラフのクラスに移り、愛弟子として私的にも親しい関係を育んだ。
コンクールに参加して数々の賞を授与されており、1964年にはブカレスト・エネスコ・コンクールにおいて4位を、1965年には、ヘルシンキ・シベリウス・コンクールにおいて第1位とチャイコフスキー・コンクールにおいては第2位を、1968年にはライプツィヒ・バッハ・コンクールにおいて第1位を獲得した。
チェリストのナターリヤ・グートマンと結婚し、たびたび共演する機会を持った。1969年からはスヴャトスラフ・リヒテルを室内楽の定期的なパートナーとして活動を続けた。いわゆる「リヒテル・ファミリー」の中核的な存在だった。バイエルン州のヴィルバート・クロイト（de:Wildbad Kreuth）において音楽祭を主催し、このファミリーとの共演で親密な演奏を聴かせた。
1990年、癌のため43歳で死去した。ヴィルバート・クロイトでの音楽祭は彼の生前の功績を讃えてオレグ・カガン国際音楽祭と改名され、妻のグートマンやリヒテルなどによって継承された。

## 家族・親族
- 父：父は医師で、音楽を愛好し、独学でヴァイオリンを学んだ。
- 妹：アリサ・モイセーヴナ・カガンはピアニスト。ヤロスラヴリ交響楽団のピアニストを1962年から務めている。
- 最初の妻：エリザーベト・レオンスカヤ(1945-)はピアニスト。
- 妻：ナターリヤ・グートマン(1942-)はチェリスト。
- 娘：マリア・カガンははヴァイオリニスト。ポルトガルで活動している
- 息子：アレクサンドル・カガン(1948-)はヴァイオリニスト。ノルウェーのベルゲン・フィルハーモニー管弦楽団のコンサートマスターを務めている。

## 参考資料
- Alan Pâris: Lexikon der Interpreten klassischer Musik im 20. Jahrhundert. DTV, München und Kassel 1992, ISBN 3-423-03291-X
- Harald Eggebrecht: Große Geiger  München, Piper 2000, ISBN 3-492-04264-3
- Albrecht Roeseler: Große Geiger unseres Jahrhunderts  München, Piper 1988, ISBN 3-492-03063-7